# 多倫多大學密西沙加校區

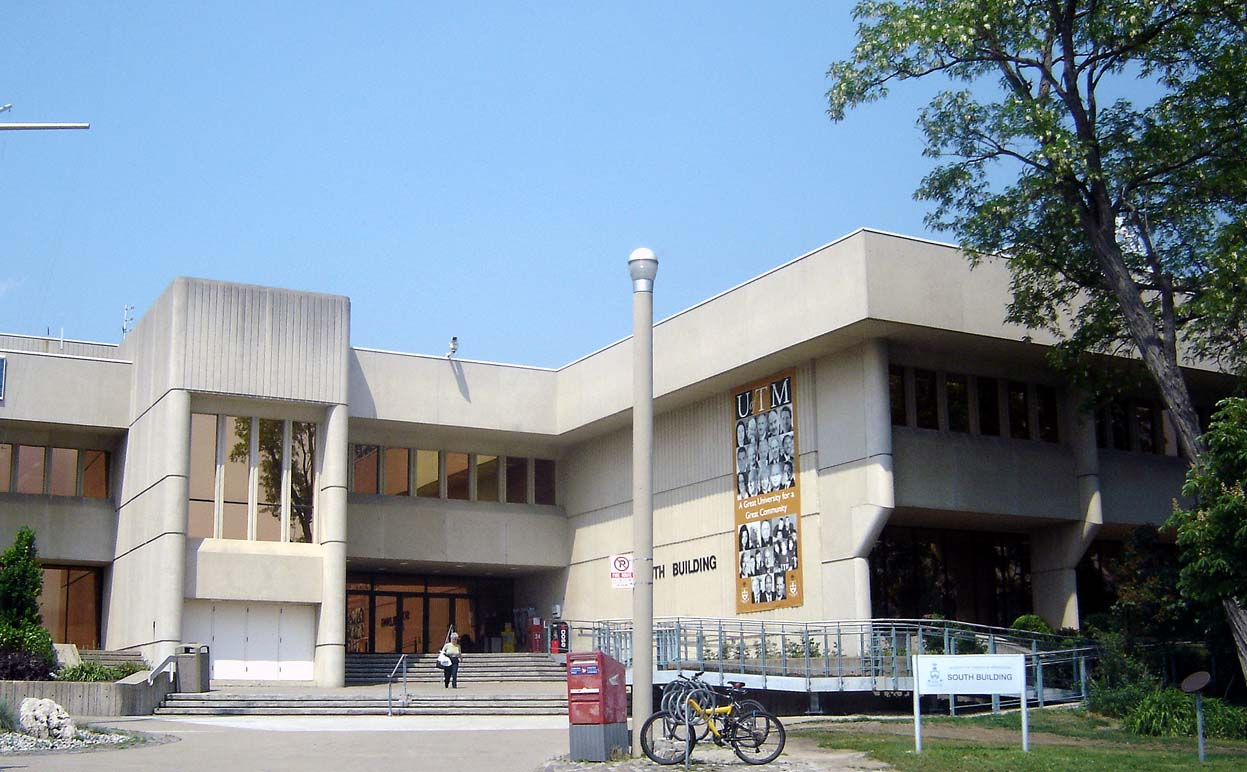
多倫多大學密西沙加校区的南大樓

多倫多大學密西沙加校区（英語：Satellite campus，簡稱或），又作艾琳代爾學院，是多倫多大學的一座衛星校園，坐落加拿大安大略省多倫多市以西的密西沙加市，校園離多倫多市中心約33公里。此院校於1967年成立，現時約有13,500名本科生、600名研究生和980名教職員，提供155種學位。
多大密西沙加校区的本科學系包括人類學系、生物學系、化學及物理科學系、經濟學系、英文及戲劇系、語言系、地理系、歷史系、通信文化及資訊科技系、管理系、數學及計算科學系、哲學系、政治學系、心理學系、社會科學系及視覺學系。

## 外部連結
- 官方网站